# Nuevo Villaflores
Nuevo Villaflores är en ort i Mexiko.   Den ligger i kommunen La Trinitaria och delstaten Chiapas, i den sydöstra delen av landet, 900 km sydost om huvudstaden Mexico City. Nuevo Villaflores ligger 594 meter över havet och antalet invånare är 679.
Terrängen runt Nuevo Villaflores är platt västerut, men österut är den kuperad. Runt Nuevo Villaflores är det ganska glesbefolkat, med 47 invånare per kvadratkilometer. Närmaste större samhälle är Doctor Rodulfo Figueroa, 9,0 km väster om Nuevo Villaflores. Omgivningarna runt Nuevo Villaflores är en mosaik av jordbruksmark och naturlig växtlighet.